# Academia Pontaniana
La Academia Pontaniana (en italiano Accademia Pontaniana), o Porticus Antonianus como se la conoció en su primera época, es una institución cultural de Nápoles fundada a mediados del siglo XV por el poeta e historiador humanista Antonio Beccadelli. Fue disuelta a mediados del siglo XVI pero se volvió a formar en 1825, año desde el que permanece en funcionamiento hasta el día de hoy.

## Historia
La academia es la más antigua de las italianas, anterior en algunos años a la de Roma. Su origen exacto no está claro, considerando algunos que su fundación se remonta a 1443 cuando poetas y eruditos napolitanos se reunían en el Castel Nuovo. Estas reuniones eran principalmente organizadas por Antonio Beccadelli, llamado el Panormita, protegido del rey Alfonso V de Aragón, que había sido coronado rey de Nápoles en 1442, y había reunido una importante biblioteca en el Castel Capuano, trasladada más tarde al Castel Nuovo. Esta academia primitiva era denominada Accademia Alfonsina en honor al rey, pero tras su muerte en 1458 comenzó a denominarse Porticus Antonianus, por Beccadelli.
Las reuniones en esta época tuvieron lugar en la vivienda de Antonio Beccadelli hasta su muerte en 1471, año en el que le sucedió en el cargo de presidente de la academia su discípulo Giovanni Pontano. Por este motivo la academia pasó a llamarse Pontaniana, nombre que conservaría en lo sucesivo. En esta época pasaron por la institución intelectuales como Gabriele Altilio, Jacopo Sannazaro, Benedetto Gareth "Cariteo", Andrea Matteo Acquaviva, Girolamo Carbone, Giovanni Cotta, Francesco Pucci, Tristano Caracciolo, Pietro Summonte o Antonio de Ferraris "Galateo". También fue frecuentada por Garcilaso de la Vega que se estableció en Nápoles en 1532.
La academia fue suprimida en dos ocasiones a lo largo de su historia, la primera en 1542 por el virrey Pedro Álvarez de Toledo, que temía que pudiera ser el origen de movimientos políticos o religiosos contrarios a su gobierno, siguiendo así la suerte de otras asociaciones como la Accademia dei Sereni, la Accademia degli Ardenti o la Accademia degli Incogniti.
La institución permaneció olvidada durante más de dos siglos hasta que en 1808 fue creada la Società Pontaniana por un grupo de intelectuales encabezados por Giustino Fortunato. En 1817 se reconoció oficialmente y en 1825, por decreto del rey Francisco I recuperó su antigua denominación de academia.
La segunda ocasión en que fue suprimida ocurrió entre 1934 y 1944 por orden del gobierno fascista, debido a que albergaba una clara ideología contraria al régimen, con intelectuales liberales de la talla de Benedetto Croce, que había sido presidente de la academia en 1912, 1917 y 1923 y que seguiría ligado a la academia hasta su muerte en 1952.
En la actualidad la academia sigue funcionando de acuerdo con el estatuto de 1825 modificado en 1852 y que ordena la actividad cultural de la institución, editando memorias, organizando conferencias y lecturas y convocando concursos entre otras actividades.